# Thyssen-Krupp-Haus

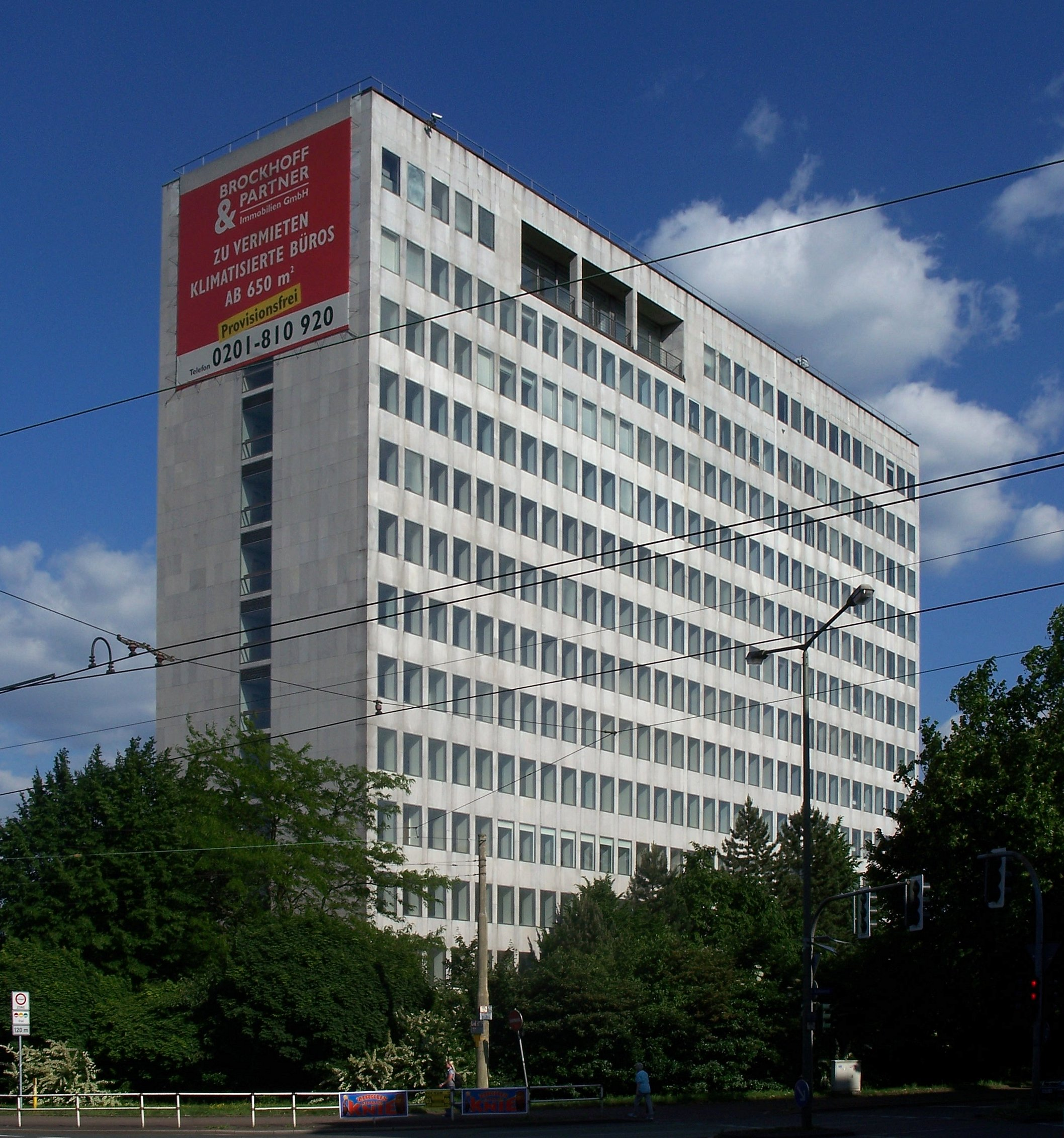
Das Hochhaus 2009

Das Thyssen-Krupp-Haus ist ein Hochhaus an der Alleestraße 165, an der Kreuzung mit der Kohlenstraße, im Ortsteil Stahlhausen von Bochum. 
Das Gebäude hat 13 Geschosse. Es wurde von Wilhelm Seidensticker, Essen, geplant und von 1963 bis 1964 errichtet. Es handelt sich um einen zweibündig angelegten Stahlbetonskelettbau mit einer Höhe von 46,20 Metern, 59 Meter Länge und 14,50 Meter Breite, in Nord-Süd-Richtung orientiert. 
Ursprünglich befand sich hier die Hauptverwaltung des Bochumer Vereins, dann Hütten- und Bergwerke Rheinhausen AG, ab 1965 Friedrich-Krupp-Hüttenwerke, später ThyssenKrupp. 2006 endete diese Ära.
Ende Mai 2013 bezog die Knappschaft-Bahn-See für einige Monate die ersten fünf Etagen, da deren Sitz im Bomin-Haus saniert wurde.
2016 war das Haus an die Bundesanstalt für Immobilienaufgaben (BImA) vermietet.
2017 war das Haus für eine Sanierung komplett verhüllt.
2018 verkaufte das Investment-Unternehmen Cording Real Estate Group das Haus für einen nicht genannten Preis an Mercer Street Capital und Black Bird Real Estate (BBRE).
2019 wurde bekannt gegeben, dass das Gebäude an das Bundesamt für Migration und Flüchtlinge (BAMF) vermietet wird. Nach einem weiteren Verkauf gehörte es ab Januar 2020 einem Spezialfonds.